# ژان کالالا انتومبا
ژان کالالا انتومبا (انگلیسی: Jean Kalala N'Tumba; ۷ ژانویهٔ ۱۹۴۹ – ۱۱ ژانویهٔ ۲۰۲۱) بازیکن فوتبال اهل جمهوری دموکراتیک کنگو بود.
از باشگاه‌هایی که در آن بازی کرده‌است می‌توان به باشگاه فوتبال ویتا اشاره کرد.
وی همچنین در تیم ملی فوتبال زئیر بازی کرده‌است.